# Letiště Skellefteå
Letiště Skellefteå (švédsky Skellefteå flygplats) kód IATA: SFT, kód ICAO: ESNS) je letiště v severním Švédsku (v kraji Västerbotten, jehož část leží na území historické provincie Laponska), mezi dvěma poměrně velkými jezery (Bodaträsket a Falmarksträsket), přibližně 18 km jižně až jihojihovýchodně od města Skellefteå. Od roku 2010 je vlastníkem letiště samosprávné území (municipalita) Skellefteå a provozuje ho společnost Skellefteå City Airport AB. Podle počtu přepravených cestujících (287 098 v roce 2019; z toho 265 446 na vnitrostátních a 21 652 na mezinárodních linkách) jde o 11. největší letiště ve Švédsku. V tomto roce se zde uskutečnilo 2047 vzletů a přistání.

## Historie a současnost
Letiště vzniklo v roce 1961 a až do roku 2009 včetně patřilo mezi 16 letišť přímo vlastněných švédským státem. Když bylo v roce 2009 rozhodnuto oddělit řízení letového provozu od provozu letišť, součástí rozhodnutí o vzniků nové společnosti Swedavia byl též záměr přenést vlastnická práva pro 6 menších letišť na místní nebo regionální samosprávu a ve státním vlastnictví ponechat pouze deset letišť. Rozhodnutí o vytvoření společnosti Swedavia potvrdil švédský parlament na podzim roku 2009, když schválil vládní návrh zákona. Vlastnická práva na letiště Skellefteå (a letiště Jönköping) byla převedena vůbec nejdříve, ještě těsně před faktickým vznikem společnosti Swedavia, ke kterému došlo 1. dubna 2010 (u dalších čtyř letišť to bylo provedeno postupně do konce roku 2013).
Vzhledem ke své poloze výrazně na severu Švédska, letiště slouží zejména pro vnitrostátní přepravu osob a nákladu, především z/do Stockholmu (který je vzdušnou čarou vzdálen přes 600 kilometrů). V kraji Västerbotten letiště slouží nejen pro město Skellefteå, ale i pro vzdálenější města jako je Robertsfors, Norsjö či Malå, a rovněž též pro přístup do rozsáhlých oblastí Laponska. Nicméně letiště má také status mezinárodního letiště a jsou odsud provozovány některé charterové i pravidelné mezinárodní linky (viz sekce Letecké společnosti a destinace).

### Infrastruktura letiště
Letiště má jednu asfaltovou přistávací dráhu, která byla v roce 2019 prodloužena z 2100 na 2520 metrů, což umožňuje bezpečné přistání velkých dopravních letadel i za zhoršených meteorologických podmínek, které jsou na severu Švédska poměrně časté. Současně je tato dráha nyní delší než na větším, ale také jižněji položeném letišti Umeå, které je provozované společností Swedavia (tato dráha má 2302 metrů) a je nejdelší v kraji Västerbotten.
Mezi letištěm a centrem města Skellefteå jezdí zvláštní přímé autobusy (švédsky Flygbussarna), lze použít též taxi. K dispozici je půjčovna aut (společnosti Avis, Europcar, Hertz a Sixt), stejně jako dostatečná kapacita parkovišť pro krátkodobé, střednědobě i dlouhodobé parkování. Parkoviště pro charterové lety bylo rozšířeno v roce 2017 a pro tyto lety je zdarma.

### Letecké společnosti a destinace
Následující letecké společnosti provozují pravidelné a charterové lety do těchto destinací.
| Letecká společnost          | Destinace/letiště                                                                   |
| --------------------------- | ----------------------------------------------------------------------------------- |
| Novair                      | Sezónní chartery: letiště Rhodos                                                    |
| Pegasus Airlines            | Sezónní: Letiště Antalya                                                            |
| Scandinavian Airlines (SAS) | Stockholm-Arlanda Sezónní: Letiště Malaga                                           |
| Transavia                   | Sezónní chartery: letiště Amsterdam Schiphol (od 12/2021),, letiště Rotterdam/Hague |
| Wizz Air                    | letiště Gdaňsk (od 5/2021)                                                          |

## Statistiky letiště
Z tabulky 2 je vidět, že v uvedeném desetiletí docházelo k poměrně značným výkyvům v počtu cestujících. Po velkém meziročním nárůstu cestujících v roce 2017 (v tomto a následujícím roce letiště bylo dokonce v první desítce největších letišť ve Švédsku), došlo již v roce 2019 k poklesu skoro o 30 procent (a na 11. místo v žebříčku švédských letišť) a v roce 2020 (v důsledku pandemie covidu-19, obdobně jako na téměř všech letištích), se počet cestujících drasticky propadl. V roce 2021 lze na všech letištích opět očekávat výrazně nižší počty cestujících než v letech 2011–2018.
| Rok  | Cestujících | Bazický index (2011 = 100) | Meziroční změna [%] |
| ---- | ----------- | -------------------------- | ------------------- |
| 2011 | 277 956     | 100                        | ▲23,8               |
| 2012 | 292 081     | 105                        | ▲5,1                |
| 2013 | 292 005     | 105                        | ▼0,0                |
| 2014 | 319 806     | 115                        | ▲9,5                |
| 2015 | 300 278     | 108                        | ▼-6,1               |
| 2016 | 280 926     | 101                        | ▼-6,4               |
| 2017 | 421 649     | 152                        | ▲50,1               |
| 2018 | 408 948     | 147                        | ▼-3,0               |
| 2019 | 287 098     | 103                        | ▼-29,8              |
| 2020 | 94 699      | 34                         | ▼-67,0              |